# Hermann Sudermann
Hermann Sudermann (ur. 30 września 1857 w Matzicken w Prusach Wschodnich (obecnie Macikai koło Szyłokarczmy na Litwie), zm. 21 listopada 1928 w Berlinie) – niemiecki dramaturg i powieściopisarz naturalistyczny, najważniejszy pisarz związany z Litwą Pruską.

## Życiorys
Pochodził z rodziny o korzeniach mennonickich. Jego ojciec był właścicielem małego browaru w Heydekrug w Prusach Wschodnich (obecnie Šilutė na Litwie). Uczył się w szkole realnej w Elblągu i gimnazjum realnym w Tilsit (obecnie Sowieck). Od 14 roku życia pracował jako pomocnik aptekarza, jednak musiał zrezygnować z tego zajęcia z powodów zdrowotnych. Studiował filozofię i historię na uniwersytecie w Królewcu. Ukończył studia w Berlinie, gdzie utrzymywał się z korepetycji i redagowania pisma Deutsches Reichsblatt (1881-1882). Debiutował w 1886 tomem naturalistycznych opowiadań Im Zwielicht (O zmierzchu). W 1889 został wystawiony jego pierwszy dramat, inspirowany filozofią Friedricha Nietzschego Die Ehre (Honor). W 1891 ożenił się z powieściopisarką Clarą Lauckner (1861-1924). Początkowo mieszkali w Królewcu, potem w Dreźnie, zaś od 1895 w Berlinie. Sukces finansowy kolejnych sztuk i powieści pozwolił Sudermannowi w 1902 na zakup posiadłości w Blankensee (obecnie dzielnica miasta Trebbin w Brandenburgii) oraz podróże do Włoch, Grecji, Egiptu i Indii.
W okresie I wojny światowej pisał wiersze patriotyczne i organizował zbiórki pieniężne na rzecz potrzebujących. Za upowszechnianie kultury wśród niższych warstw społeczeństwa został w 1918 odznaczony Krzyżem Żelaznym II klasy. Po wojnie został współzałożycielem centrowej partii Bund schaffender Künstler. Zmarł na zapalenie płuc w następstwie zawału serca. Po jego śmierci przybrany syn pisarza Rolf Lauckner założył Fundację Hermanna Sudermanna wspierającą młodych dramatopisarzy. Z racji obecności idei nacjonalistycznych w jego sztukach, były one często wystawiane w III Rzeszy (także w Generalnym Gubernatorstwie) i w większości zapomniane po II wojnie światowej.
Na podstawie noweli Podróż do Tylży z tomu Litewskie historie powstał film Wschód słońca (film) z 1927, według powieści Es war (Tak było) – film Symfonia zmysłów z 1927, według powieści Pieśń nad pieśniami film z 1933 pod tym samym tytułem. W roli Magdy w dramacie Gniazdo rodzinne występowały m.in. Sarah Bernhardt, Eleonora Duse i Helena Modrzejewska.

## Ważniejsze dzieła
- Im Zwielicht: Zwanglose Geschichten (Opowiadania o zmierzchu), 1886
- Frau Sorge (Kuma Troska), powieść, 1887
- Geschwister: Zwei Novellen (Rodzeństwo), nowele, 1888
- Die Ehre (Honor), dramat, 1889
- Der Katzensteg (Kocia kładka), dramat, 1890
- Heimat (Gniazdo rodzinne), dramat, 1893
- Es war (Tak było), powieść, 1894
- Johannisfeuer (Ognie świętojańskie), dramat, 1900
- Das hohe Lied (Pieśń nad pieśniami), powieść, 1908
- Litauische Geschichten (Litewskie historie), opowiadania, 1917
- Das Bilderbuch meiner Jugend: Autobiographie (Książka z obrazkami mojej młodości), autobiografia, 1922
- Die Frau des Steffen Tromholt (Żona Steffena Tromholta), powieść, 1927